# Andrei Patache
Andrei Alexandru Patache (n. 29 octombrie 1987, Botoșani, România) este un fotbalist român retras din activitate, care a jucat pe post de fundaș lateral la echipe ca Botoșani și Chiajna. După încheierea carierei, a devenit antrenor.

## Cariera
Andrei Patache și-a început cariera de fotbalist la vârsta de 9 ani, la clubul Metalul Botoșani, după care a făcut pasul spre echipa Victoria Botoșani. Din anul 2004 a ajuns la juniorii echipei FC Botoșani, iar un an mai târziu a făcut pasul la echipa mare a clubului.
A promovat în Liga 1 cu FC Botoșani, în sezonul 2012-2013, iar în sezonul 2015-2016 a debutat în Europa League în tricoul botoșănenilor.

## Legături externe
- Andrei Patache la romaniansoccer.ro
- Profilul lui Andrei Patache pe Soccerway